# 布鞋

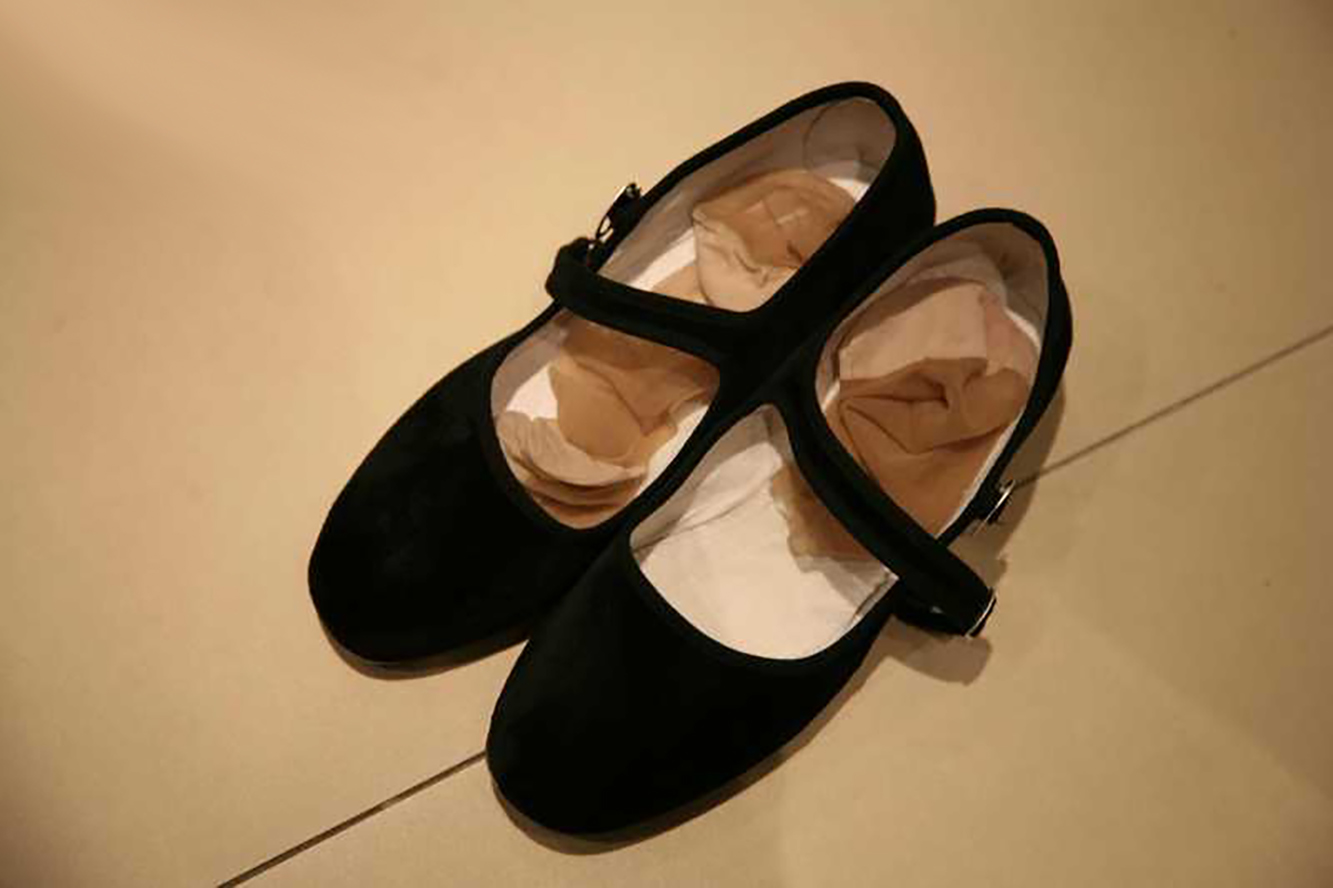
布鞋

布鞋是主要由布做的鞋。布鞋不如皮鞋坚固耐用，防水性差，透气性好，吸汗、养脚。适合休闲时候穿。
布鞋是中国一种传统的鞋。手工制作的布鞋要用棉布纳成千层底。
在中国非常有名的是“老北京布鞋”；一字带布鞋通常被服务行业女性从业人员穿，这种鞋的样式，比较类似于玛丽珍鞋